# Thecla melibaeus
Thecla melibaeus är en fjärilsart som beskrevs av Fabricius 1793. Thecla melibaeus ingår i släktet Thecla och familjen juvelvingar. Inga underarter finns listade i Catalogue of Life.